# محمد صبيح (ممثل)
محمد صبيح ممثل مصري، ولد في 11 نوفمبر عام 1914.
بدأ حياته الفنية في الثالثة والعشرين من عمره، حيث شارك بفيلم (ليلى بنت الصحراء) مع الفنان زكي رستم، وانطلق بعدها ليشارك في العديد من الأعمال الفنية، ونظرا لملامحه القوية اشتهر بأدوار الشر في أغلب أعماله، وكان أشهرها قائد التتار بفيلم (وا إسلاماه)و فرانكشتاين في فيلم (حرام عليك) والبدوي فيلم (للرجال فقط) وزعيم العصابة في فيلم (شنبو في المصيدة) إضافة لمشاركته في مسلسلات كوميدية ابرزها مسلسل ضيوف مزعجين جدا

## من أعماله
- ليلى بنت الصحراء
- الشيخ حسن
- حرام عليك
- للرجال فقط
- وا إسلاماه
- الجريمة الضاحكة
- الجحيم

## روابط خارجية
- محمد صبيح على موقع قاعدة بيانات الأفلام العربية